# Johann Nepomuk Franz Seraph Rainprechter
Johann Nepomuk Franz Seraph Rainprechter   (Altötting, 17 de maig de 1752 - Salzburg, 28 d'abril de 1812) fou un compositor del Classicisme. Va rebre les primeres lliçons del seu pare Georg Josef que també era músic, després seguí els cursos de dret i filosofia a la Universitat d'Ingolstadt i, finalment, estudià composició musical amb Leopold Mozart, el pare de l'immortal compositor. Per espai de molts anys fou director del cor del convent de Sant Pere de Salzburg. Dotat de gran fecunditat, va compondre nombroses simfonies, concerts per a diferents instruments, misses, vespres, lletanies, quartets, trios, duos, serenates, antífones, cantates, etc.